# Svartvingad snöfink
Svartvingad snöfink (Montifringilla adamsi) är en asiatisk bergslevande fågel i familjen sparvfinkar inom ordningen tättingar.

## Utseende och läte
Svartvingad snöfink är en 17 centimeter lång gråbrun fågel med vitaktiga eller beigevita vingtäckare, synliga även på sittande fågel, på i övrigt svarta vingar. Den adulta fågeln har svart strupe. Sången är en distinkt ton som monotont upprepas från en sten eller under fallande sångflykt.

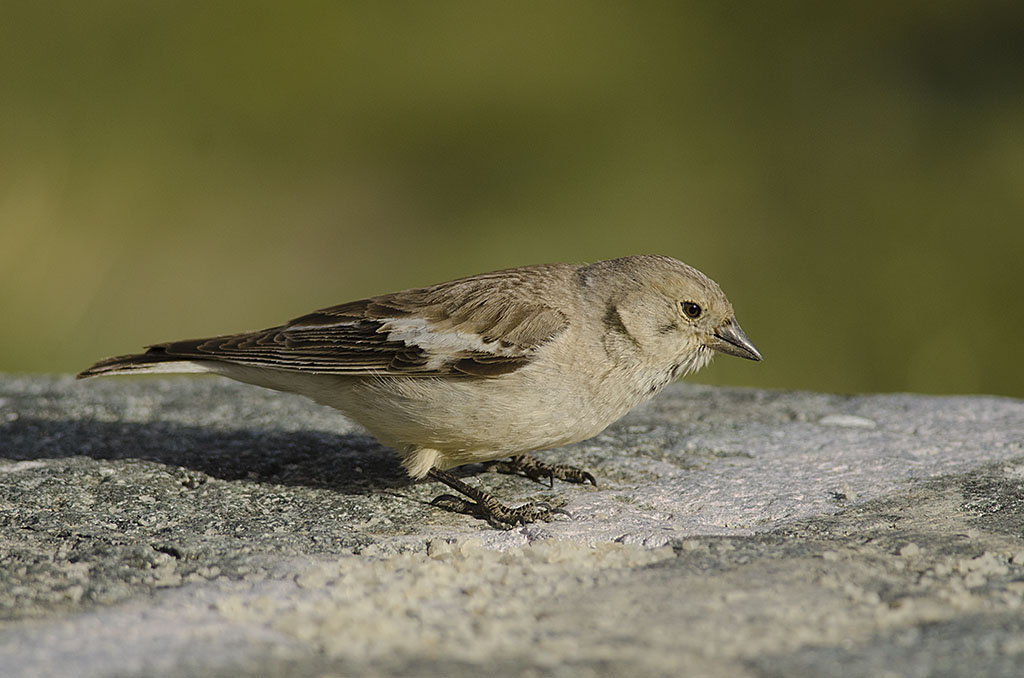
Svartvingad snöfink i Ladakh.

## Utbredning och systematik
Svartvingad snöfink delas in i två underarter med följande utbredning:
- Montifringilla adamsi adamsi – norra Kashmir och Ladakh nordost utmed norra Tibetanska högplatån och sydost utmed Himalaya till Sikkim
- Montifringilla adamsi xerophila – centrala Kina från nordöstra delen av gränsen mellan Qinghai och Gansu (Qilian Shan) söderut till östra Tibetanska högplatån och sydcentrala Sichuan (Litang)

Arten har tidigare behandlats som underart till både snöfink (Montifringilla adamsi) och tibetsnöfink (Montifringilla henrici).

## Levnadssätt
Svartvingad snöfink förekommer i klippig och mycket höglänt (3500–5200 meters höjd) stäpplandskap och kring bergsbyar. Den lever av fröer från alpina växter och insekter som den plockar på marken, under stenar och kring snöfläckar, insekter ibland fångade i luften. Fågeln häckar i lösa kolonier eller isolerade par, mellan maj och juli. Den är nomadisk och formar stora flockar efter häckning.

## Status och hot
Arten har ett stort utbredningsområde och en stor population med stabil utveckling som inte tros vara utsatt för något substantiellt hot. Utifrån dessa kriterier kategoriserar internationella naturvårdsunionen IUCN arten som livskraftig (LC). Världspopulationen har inte uppskattats men den beskrivs som ovanlig till sparsam.

## Namn
Fågelns vetenskapliga artnamn hedrar Andrew Leith Adams (1826-1882), kirurg i British Army i Indien 1848, som själv beskrev arten 1858.